# آنا غوميش
آنا ماريا روزا مارتينش غوميش (ولدت في 9 فبراير 1954) معروفة باسم آنا غوميش، وهي دبلوماسية برتغالية سابقة وسياسية من الحزب الاشتراكي.
وقد حصلت على اعتراف واسع بدورها في التفاوض من أجل استقلال تيمور الشرقية، المستعمرة البرتغالية السابقة، وفي إعادة اقامة العلاقات الدبلوماسية بين البرتغال و‌إندونيسيا. وفي وقت لاحق علقت عملها كدبلوماسية للدخول في السياسة الحزبية، وعملت عضواً في البرلمان الأوروبي من عام 2004 حتى عام 2019، حيث كانت من الناشطين الصريحين في مجال مكافحة الفساد وحقوق الإنسان.
في 10 سبتمبر 2020، أعلنت رسميا ترشيحها للانتخابات الرئاسية البرتغالية 2021، دون دعم رسمي من الحزب الاشتراكي. وجاءت في المركز الثاني بحصولها على 13% من الأصوات، وهي أفضل نتيجة تحققها امرأة في الانتخابات الرئاسية في البرتغال.

## وصلات خارجية
- الموقع الرسمي
 باللغة الإنجليزية